# Sačurov
Sačurov je obec na Slovensku v okrese Vranov nad Topľou. Leží v severovýchodním výběžku Východoslovenské nížiny pod úpatím Slanských vrchů. Obec má přibližně 2 500 obyvatel a rozloha katastrálního území je 21,19 km².

## Poloha
Obec leží v Ondavském výběžku Východoslovenské nížiny v údolí řeky Topľa na náplavovém kuželu potoka Olšava. Území obce má nadmořskou výšku v rozmezí 115–200 m, střed obce leží ve výšce 129 m n. m. Východní část údolí Topľy, které je téměř odlesněné, přechází do Podslanské pahorkatiny. Obcí vede silnice I/79 a železniční trať z Vranova nad Topľou do Trebišova.

### Sousední obce
Obec sousedí na severu s městem Vranov nad Topľou, na východě je Dlhé Klčovo, na jihu Sečovská Polianka, na jihozápadě Cabov, na západě Davidov a na severozápadě Kamenná Poruba.

## Historie
První písemná zmínka o obci pochází z roku 1399. V roce 1402 je uváděna jako Zachywr a v roce 1407 jako Zathur. Do 17. století náležela k panství Čičava. V roce 1493 měla obec z 16 usedlostí šest osídlených. V roce 1715 měla opuštěných 24 domácností a obydlených 21. V roce 1787 žilo v obci 1105 obyvatel v 118 domech a v roce 1828 v 178 domech žilo 1304 obyvatel. Hlavní obživou bylo zemědělství, ovocnářství a chov koní. V obci byla postavena parní pila, malá elektrárna a parní mlýn. Na pilu svážela dřevo z okolních lesů úzkokolejná trať. 

## Památky
- Římskokatolický farní kostel Nejsvětějšího Srdce Ježíšova náleží římskokatolické farnosti Sečurov, děkanát Vranov nad Topľou arcidiecéze košická.[6] Kostel je jednolodní pozdně barokní stavba s polygonálním zakončením kněžiště a věží z roku 1769 postavený z lomového kamene.[7] Původním patronem kostela byl svatý Mikuláš biskup. Kostel prošel úpravami v letech 1883, 1910 a po druhé světové válce, při níž byl poškozen. Interiér je zaklenut pruskými klenbami. Z doby založení kostela pochází rokoková kazatelna, ostatní vybavení je z druhé poloviny 19. století. Nachází se zde obraz svatého Mikuláše od V. Klimkoviče.[8] Fasády kostela jsou členěny opěrnými pilíři a půlkruhovými okny. Věž s opěrnými pilíři je členěna kordonovou římsou a zakončena korunní římsou s terčíkem a jehlanovou střechou. Kostel je kulturní památkou Slovenska.[9]

- Řeckokatolický chrám Ochrany Přesvaté Bohorodičky náleží pod řeckokatolickou farnost Sačurov, protopresbyterát Čemerné, archeparchie prešovská.[6][10] Chrám je jednolodní klasicistní stavba s půlkruhovým závěrem kněžiště a věží, z roku 1809. V 19. a 20. století procházel průběžnými úpravami. Interiér je zaklenut pruskými klenbami. Nachází se zde kamenná křtitelnice z doby založení chrámu a klasicistní baldachýnový oltář s oltářním obrazem Madony od malíře Beregiho z roku 1927. Ikonostas je neoklasicistní z počátku 20. století.[11] Fasády chrámu se zaoblenými nárožními člení lizény a půlkruhová okna se žaluziovými šambránami. Věž s průběžnými lizénami je zakončena barokní báni s lucernou. Chrám je kulturní památkou Slovenska.[12]